# Палата депутатів Італії
Палата депутатів Італії (італ. Camera dei Deputati) — нижня палата італійського парламенту, що складається з 400 депутатів, яких обирають раз на 5 років. 8 депутатів палати представляють італійців, які проживають за кордоном. Палата традиційно засідає в старовинному бароковому Палаці Монтечиторіо.
Останні вибори до Палати депутатів відбулися 25 вересня 2022 року. З 14 жовтня 2022 року її головою є Лоренцо Фонтана від партії «Ліга».

## Законодавчий процес
Палата розглядає та затверджує законопроєкти, які можуть бути запропоновані урядом, окремим членом парламенту, а також за народною ініціативою (щонайменше 50 000 виборців), ініціативою Національної ради економіки та праці або регіональних рад.
Поданий законопроєкт розглядається в одній із 14 постійних комісій або в спеціальній комісії, а потім передається на обговорення в палату.
Палата також ухвалює рішення про внесення будь-яких поправок до Конституції.

## Комісії парламенту
У палаті діє 14 постійних комісій:
1. Комісія з питань Конституції, Голови Ради та внутрішніх справ;
2. Комісія з юстиції;
3. Комісія з закордонних справ і в справах громад;
4. Комісія з оборони;
5. Комісія з бюджету, фінансів та планування;
6. Комісія з фінансування;
7. Комісія з культури, науки та освіти;
8. Комісія з навколишнього середовища, землі та громадських робіт;
9. Комісія з транспорту, пошти та телекомунікацій;
10. Комісія з виробничої діяльності, торгівлі та туризму;
11. Комісія з державної та приватної праці;
12. Комісія із соціальних питань;
13. Комісія зі сільського господарства;
14. Комісія з Європейського Союзу;

Крім того, існують спільні, слідчі та спеціальні комісії.

## Процедура виборів
Палата депутатів на основі закону № 270 та від 21 грудня 2005 обирається за пропорційною системою. Пропорційно числу голосів, отриманих списками кандидатів, представлених у 26 округах, обираються 617 депутатів за загальнонаціональним округом; 1 депутат обирається в одномандатному окрузі Валле-д'Аоста; 12 депутатів обираються від італійців, які проживають за кордоном, від 4 виборчих округів. Місця розподіляються пропорційно між загальнонаціональними списками коаліцій і списками, які перевищили встановлений законом мінімальний поріг. Коаліції, які набрали понад 10 % від загальної кількості дійсних голосів, можуть бути допущені до розподілу місць. Списки, які не прив'язані до коаліції, також допускаються до розподілу місць, якщо вони отримали не менше 4 % голосів у всій країні.
Якщо коаліція списків (або не прив'язаний до коаліції перелік) з найбільшим числом голосів не в змозі виграти 340 місць, вони отримують «бонусну» кількість місць, необхідних для досягнення цієї кількості. Решта місць розподіляються між рештою списків, які перейшли необхідний бар'єр.

## Політичні партії
Правила палати передбачають, що кожен її член повинен належати до якої-небудь парламентської партії. Протягом двох днів після першого засідання депутати повинні заявити Генеральному секретарю палати, до якої партії вони належать. Змішана група складається з депутатів, які не належать до будь-якої іншої фракції. Для формування фракції потрібно мінімум 20 депутатів.